# Otter S.B.
Otter S.B. is een Nederlands bier van hoge gisting.
Het bier wordt gebrouwen in opdracht van de Stichting Noord-Hollandse Alternatieve Bierbrouwers (SNAB) te Purmerend in De Proefbrouwerij te Hijfte.
Het is een amberkleurig bier met een alcoholpercentage van 5,6% (13,2° Plato). Deze “strong bitter” is een klassieke Engelse pale ale.